# Lotario el Cojo
Lotario de Francia (en francés: Lothaire le Boiteux; 848-Auxerre, 14 de diciembre de 865/866), apodado el Cojo, fue un príncipe francés, cuarto hijo del rey Carlos II de Francia y su primera esposa, Ermentrudis de Orleans. Nació atrofiado y a muy temprana edad sus padres lo enviaron a vivir en un monasterio. En 861, se convirtió en monje y durante sus últimos años fue abad de Montier-en-Der y Saint-Germain de Auxerre, Borgoña, donde murió en 865 o 866 a la edad de 17/18 años.